# Voisin C3
Der Voisin C3 ist ein Auto, das der französische Flugpionier Gabriel Voisin in zwei Varianten als Nachfolgefahrzeug des C1 herausbrachte. Der Typ C3C wurde zwischen 1922 und 1923 und der C3L von 1923 bis 1927 in seinem Unternehmen Aéroplanes G. Voisin produziert.

## Geschichte
Der C1 und der C3 waren zeitweise parallel am Markt verfügbar; der C1 wurde von 1919 bis 1924 produziert. Der bedeutende technische Vorteil der C3-Fahrzeuge war die Vorderradbremse, die es beim C1 noch nicht gab.

## Design und Technik
Insgesamt stellte Voisin 440 Fahrzeuge vom Typ C3C her. Vom Typ C3L wurden 1750 Automobile produziert. Der C3C war der sportliche Nachfolger des C1 mit kürzerem Radstand und einer höheren Motorleistung gegenüber dem C3L mit längerem Radstand. Der Radstand betrug 3290 mm beim C3C und 3550 mm beim C3L mit jeweils der gleichen Spurweite von 1410 mm. Die Fahrzeuglänge betrug 4490 mm beim C3L und 4710 mm  beim C3L. Das Getriebe hatte 3 Gänge. Die Räder hatten einen Außendurchmesser von 895 mm, die Reifen waren 135 mm breit. Das Chassis wog 1200 kg beim C3C beziehungsweise 1800 kg beim C3L.

## Motorisierung
Der Motor war ein hinter der Vorderachse eingebauter Vierzylinder mit Knight-Doppelschieber-Technik. Er hatte einen Hubraum von 3969 cm³ bei 95 mm Bohrung und 140 mm Hub. Mit einer Leistung von 80 bis 90 PS bzw. 66 kW erreichte der C1 eine Höchstgeschwindigkeit von etwa 115 bis 120 km/h.